# Свадебные чины

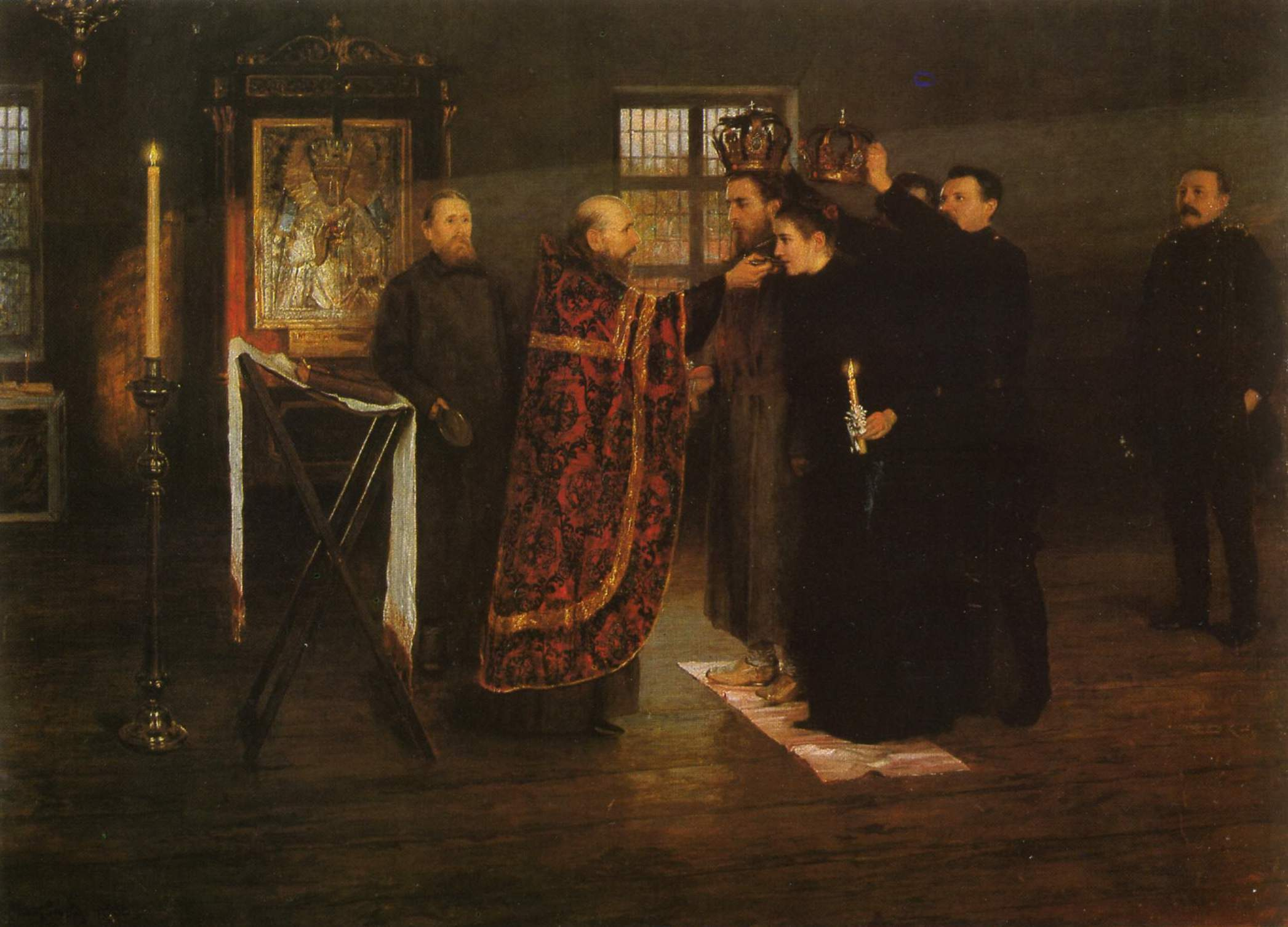
Н. С. Матвеев — «Свадьба в тюрьме» (1890). Национальный музей изобразительного искусства, Кишинёв

Сва́дебные чины́ — роли, распределяемые между гостями на свадьбе у восточных славян.

## Состав
Жених и невеста уподоблялись князю и княгине, сама свадьба — княжескому пиру, поэтому и многие свадебные чины именовались подобно:
- Тысяцкий — свадебный чин, начальник свадебного поезда — как правило, крёстный или дядька жениха. Это звание на свадьбе считалось самым важным и предоставлялось или царским родственникам, или первейшим сановникам. В обязанность входило быть неотлучно при женихе, водить его под руку во время переходов из одной палаты в другую[1].
- Жена тысяцкого — упомянута лишь на свадьбе великого князя Василия III. Находилась безотлучно при невесте, чесала ей голову, всюду сопровождала невесту, осыпала хмелем невесту и жениха. На других свадьбах это звание не встречается и её обязанности перешли старшей свахе[1].
- Посаженый отец — находился за столом в большом месте и как старший по своему званию занимал место отца новобрачных. Посаженый отец всегда бывал со стороны жениха и только в 1-й свадьбе царя Михаила Фёдоровича был со стороны невесты[1].
- Посаженая мать — ближайшая родственница. Встречается на свадебных обрядах только с 1-й свадьбы царя Ивана IV Васильевича Грозного. Находясь всегда при невесте, она сидела возле неё в большом месте. Впоследствии посаженая мать кормила Государыню в сеннике кашей и осыпала осыпалом (хмелью)[1].
- Дру́жка — часто это был не просто весельчак, а способный уберечь свадьбу от порчи знахарь. Выбирались с обеих сторон, по два человека от жениха и невесты (дружка старший и дружка младший)[1].
- Свахи — чаще всего выступали крёстные матери или боярыни, преимущественно жёны дружек и делились на старших и младших. Обязанности свах состояли в том, чтобы быть неотлучно при невесте, вести невесту под руку к чертожному месту, расчёсывать ей голову, сопровождать в поезде, усаживать за стол после венчания. На свадьбе царя Ивана IV Васильевича Грозного была ещё пятая сваха, которая держала кику[1].
- Выдающий молодую — выдавал новобрачную молодому мужу и относился к числу важных должностей. Этим заведовал или родственник, или посаженый отец. Обряд выдавания происходил в 1-й день брака[1].
- Вскрывающий молодую — в этом обряде участвовали ближайшие особы при Государе. Назначенный для этого обряда отправлялся в сопровождении Тысяцкого, боярынь и свах стрелой поднимать покров невесты[1].

- Поезжане — в поезжане направлялись: бояре и боярские дети, дворяне с женами, стольники. Собранные окольничим или дьяком по разрядной описи, они дожидались выхода Государя у Красного крыльца. При выходе жениха из дворца, одни из них ехали впереди него до церкви, а другие следовали за санями невесты. Поезжан всегда набирали в большом количестве для пышности церемонии[1].
- Большой боярин — свадебный чин, старший дружка жениха, близкая родня[1],
- Сидячие бояре — в числе свадебных должностей сидячие бояре находились с обеих сторон и как лица почётные, сидели за столом на особенных местах[1].
- Сидячие боярыни — назначались только с одной невестиной стороны и сидели также на особенных местах. В первый раз появились на свадьбе короля Арцымагнуса (1573)[1].
- Конюший — старинная почётная должность, поручалась первостепенным боярам. Конюший приводил аргамака к Красному крыльцу, в сопровождении особенных людей. При выходе Государя из дворца он передавал ему коня и после следовал за поезжанами до церкви, он также подводил коня и принимал его опять у Красного крыльца. Ночью конюший ездил на Государевом коне вокруг подклети, с обнажённым мечом[1].
- Ясельничий — свадебный чин, поручался боярину. Окружённый боярскими детьми, он приезжал в санях к Красному крыльцу. Когда невеста выходила из дворца, то садилась в сани, привезённые ясельничим. После этого он шёл в составе поезда до церкви и, когда невеста выходила у церкви из саней, он садился в сани. Окружающие его стерегли пути между санями и аргамаком, не дозволяя никому переходить путь. После венчания, при выходе новобрачных из церкви, он вставал из саней и шёл за поездом до Красного крыльца. Здесь он садился в порожние сани и ехал прямо к колымажному двору[1].
- Свечники — в свечники, как правило, назначались стольники или боярские дети. Их обязанность состояла нести за поездом огромные свечи: Государя от 2-х до 3-х пудов, а Государыни от 1,5-ра  до 2-х пудов. Для них хранились особые платья (одежда) в государевой казне, выдаваемые им только перед венчанием[1].
- Фонарщики — в фонарщики назначались стольники или боярские дети. Наряженные в парадную, выдаваемую на период проведения церемонии особую одежду, они несли перед поездом огромные фонари на украшенных особых носилках, с зажжёнными свечами[1].
- Каравайники — в каравайники назначались боярские дети, которые в поезде несли караваи на носилках[1].
- Мовники — свадебный чин, в который избирались только люди, приближённые к Государю. Когда новобрачный мылся в бане, тогда они присутствовали при мытье, мыли и одевали Государя. После бани мовников всегда угощали. Мовники разделялись на разряды: одни мылись с Государем, другие приходили в баню с платьем (одеждой) и поясом, третьи принимали платье у приносящих и передавали новобрачному, четвёртые смотрели за отоплением бани, пятые наблюдали за водой[1].
- Сидельщик — сидельщик на Государевом месте до приезда новобрачного, составлял важное лицо. Когда невесту приводили в палату, сидельщика сажал дружка невесты, а когда входил в ту же палату Государь, то поднимал его за руку дружка жениха[1].

Кроме главных свадебных чинов, имелись ещё иные, меньше рангом и поручались людям низших чинов:
- Носильщики — разделялись на несколько категорий: с ковром; с царёвым подножием (3 аршина камки кафтуфер, вдвое свивши, на камку клали соболей, по двадцать соболей на каждое место); с скляницей наполненною вином, причём в церковь приносили вино с скляницею два ключника, одетых в одежду, расшитую золотом, и наливали вино в скляницу с отливкою; с скамейкую, которую ставили в церкви у левого столба и покрывали её персидскими золотыми коврами; с изголовьем, которое до выхода Государя в церковь клалось на скамейку[1].
- Держальщики — разделялись на семь отдельных статей и были преимущественно дьяки. Первой статье вверялось осыпало (хмель); второй — чара; третьей — гребень; четвёртой — три сорока соболей (120 штук); пятой — кика, кокошник; шестой — колпак (выбирались почтенные люди из князей или бояр); седьмой — мисы с ширинками (рушник, полотно)[1].
- Невесте полагалась подневестница, жениху — подженишник. Их основная роль — держать венцы над молодыми во время венчания.
- Нередко на свадьбу из родни невесты выбиралась постельница, в задачи которой входило охранять от порчи постель молодых по дороге из родительского дома невесты, во время свадебного пира в доме жениха. Она же продавала постель, набивая цену порой выше, чем «стоила» невеста на бранье. Иногда на свадьбу звали во́пленницу («вы́тницу», «подсказуху»), которая выла и причитала.

В дореволюционные времена тщеславность простых людей и мещанства выливалась в приглашения на свадьбу гостя, по возможности, в высоких чинах, чаще всего военного, который фактически являлся званным гостем, без каких бы то ни было особых прав или полномочий, полагавшихся по роду его основной деятельности. Произведения А. П. Чехова — рассказ «Свадьба с генералом», а потом знаменитый водевиль «Свадьба» с тем же сюжетом — закрепили в русском языке понятие «свадебный генерал», человек, приглашённый куда-либо как примечательное и важное лицо без значимого участия в мероприятии, просто для придания значительности происходящему.